# Sorbas
Sorbas – gmina w Hiszpanii, w prowincji Almería, w Andaluzji, o powierzchni 249,16 km². W 2011 roku gmina liczyła 2742 mieszkańców.